# Chad (jerga)

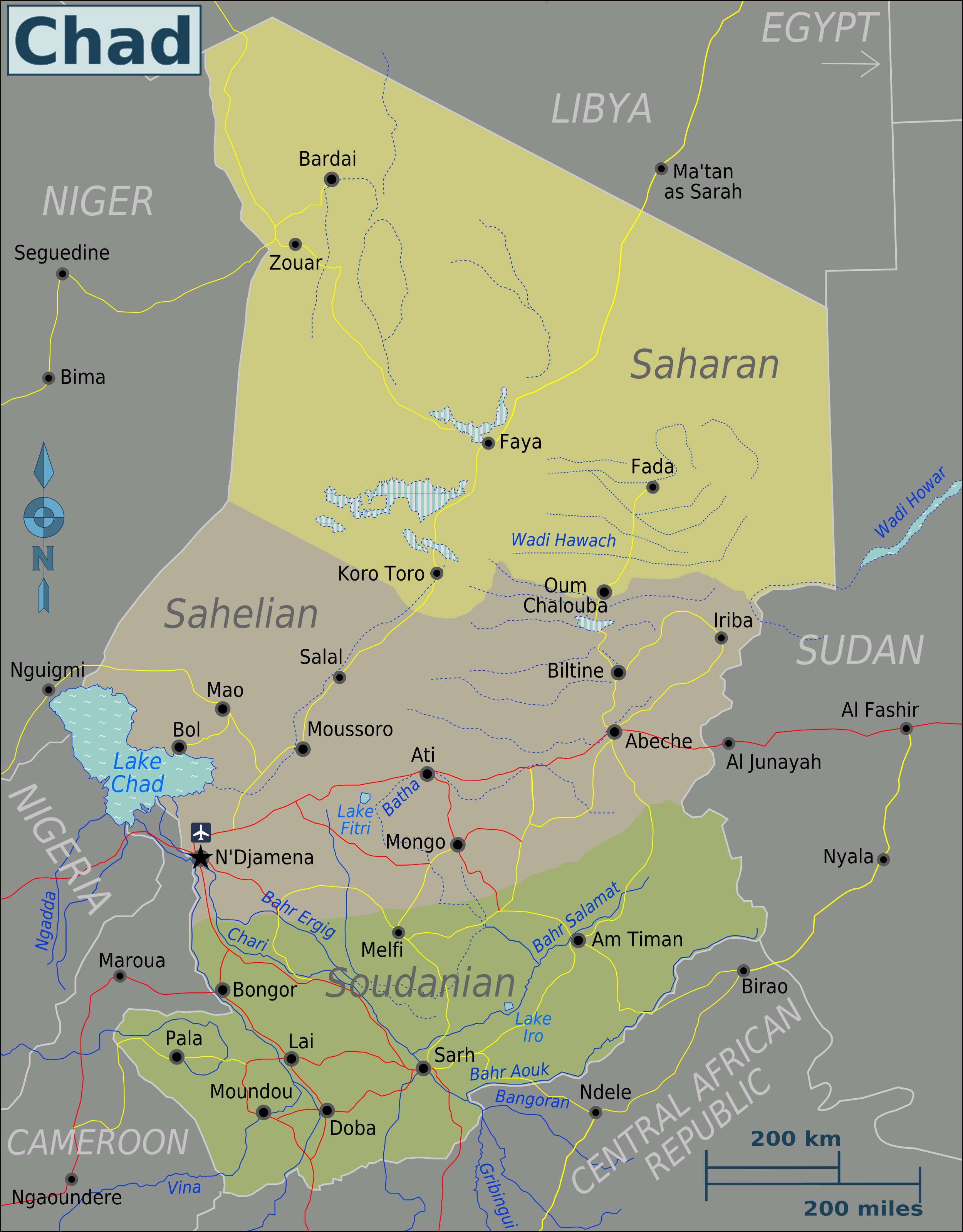
Regiones de la República de Chad, terminó siendo mimetizada con el meme, y la forma del país y sus regiones pasaron a ser la personificación de la jerga.

En la jerga de internet, un chad es generalmente un «hombre alfa» sexualmente atractivo. También se ha convertido en un término de jerga virtual entre los adolescentes en general para referirse a hombres particularmente valientes o competentes.

## Orígenes
Si bien el término fue originado en Reino Unido en la Segunda Guerra Mundial, este se popularizó años más adelante en Chicago (Estados Unidos) y originalmente hacía referencia a una manera despectiva para llamar a un joven estadounidense urbano, generalmente soltero y con unos veinte o treinta años.
Fue cubierto por un sitio web satírico dedicado a Lincoln Park Chad Society, un club social ficticio con sede en el exclusivo barrio de Lincoln Park de Chicago. Originalmente se describió a un Chad como originario de los prósperos suburbios de North Shore de Chicago (Highland Park, Evanston, Deerfield, Northbrook, Glenview, Glencoe, Winnetka, Wilmette o Lake Forest), recibiendo un BMW por su decimosexto cumpleaños, obteniendo un título en derecho o negocios de una universidad Big Ten, como perteneciente a una fraternidad.

## Internet
El término se usa en foros para referirse a "hombres alfas" sexualmente activos. Dentro de internet se considera que Chads constituye el decil superior en términos de aptitud genética. En los dibujos de animación en línea en la manosfera, un Chad se etiqueta además con el apellido Thundercock y, a menudo, se lo representa como musculoso con un bulto de entrepierna muy pronunciado. Una de esas representaciones, en el meme de Internet 'Virgin vs. Chad' de finales de la década de 2010, mostraba la cabeza de Chad en la misma forma que las fronteras del país del mismo nombre. En general, esta descripción recuerda los estereotipos de la moda estadounidense en la década de 1980 y va unida de alguna manera con el estereotipo del deportista. Chads a veces se retrata como lo opuesto a los machos "omega" o "beta", y como estéticamente atractivos. El término Chad a veces se usa indistintamente con Slayer (asesino en español). Debido a su caracterización como genéticamente dotados y privilegiados, aunque a veces se los describe como superficiales, tontos, arrogantes y abiertamente sexuales, el término Chad se usa tanto de manera peyorativa como elogiosa en la comunidad incel.
La contraparte femenina del Chad, en jerga, es Stacy, u originalmente, la Trixie.
El término "Gigachad" es un meme de internet relacionado al Chad que utiliza fotografías en blanco y negro de un hombre musculoso. Se utiliza para afirmar la opinión propia como correcta, sin aportar pruebas ni razonamiento.